# Rikard Nordraak
Rikard Nordraak, född 12 juni 1842 i Oslo, död 20 mars 1866 av tuberkulos i Berlin, var en norsk kompositör. 

## Biografi
Nordraaks mest spelade komposition är Ja, vi elsker dette landet, som han skrev 1864 till sin kusin Bjørnstjerne Bjørnsons text från 1859.
Med sin passionerade patriotism och stora kärlek till folkmusik, var Nordraaks främsta bidrag till norsk musikhistoria att vara en inspiration för samtida kompositörer, som Grieg. När Grieg fick höra om hans död skrev han en sorgmarsch till hans minne: Sørgemarsj over Rikard Nordraak. En del av Nordraaks liv skildras i dramatiserad form i musikalen Song of Norway.
I den norska filmen Rikard Nordraak (1945) porträtteras Nordraak av Georg Løkkeberg.